# Pange
Pange é uma comuna francesa na região administrativa do Grande Leste, no departamento de Mosela. Estende-se por uma área de 8.57 km², e possui 873 habitantes, segundo o censo de 2018, com uma densidade de 100 hab/km².